# Giao hưởng số 9 (Schubert)
Giao hưởng số 9, cung Đô trưởng, D.944 hay còn được gọi là Giao hưởng Lớn là bản giao hưởng cuối cùng của nhà soạn nhạc bạc mệnh người Áo Franz Schubert. Ông viết tác phẩm này được Schubert viết vào 1828. Sau đó, vào năm 1838, mười năm sau khi Schubert qua đời, Robert Schumann đã phát hiện ra tổng phổ của tác phẩm khi thăm thành phố Viên và gửi nó cho Felix Mendelssohn. Bản giao hưởng đã tạo ra một nghịch lý khó hiểu ở Schubert: Đây là bản giao hưởng cuối cùng của ông mà nó vẫn hoàn thành, trong khi bản số 8 của ông lại dở dang!